# 小沢冬雄
小沢 冬雄（おざわ ふゆお、1932年3月14日 - 1995年3月19日）は、日本の小説家、比較文学者。

## 概要
静岡県掛川市生まれ。本名・小沢虎義。東京大学文学部仏文科卒。

中学校、高校の教師を経て、常葉学園大学教授。1974年「鬼のいる杜で」で第11回文藝賞受賞。

1975年「営巣記」で第73回芥川賞候補、同年つづけて「黒い風を見た…」で第74回同候補。

## 小説
- 「鬼のいる杜で」 河出書房新社 1975
- 「黒い風を見た…」  新樹社 1993.6
- 「サカジャウエアの水着・営巣記」 新樹社 2001.11

## 翻訳
- 「パパのオウム /シンシア・ライラント」 新樹社 1993.6

| スタブアイコン | サブスタブ | この項目は、まだ閲覧者の調べものの参照としては役立たない、人物に関連した書きかけの項目です。この項目を加筆・訂正などしてくださる協力者を求めています（P:人物伝/PJ:人物伝）。 |